# Samaran (Pamotan)
Samaran is een bestuurslaag in het regentschap Rembang van de provincie Midden-Java, Indonesië. Samaran telt 1284 inwoners (volkstelling 2010).